# Canal Carondelet
El Canal Carondelet , también conocido en inglés como el Old Basin Canal, fue un canal construido en 1794, época de la Luisiana española, situado en Nueva Orleans, Luisiana, EE. UU. Tuvo uso durante casi 135 años hasta su demolición en 1924. 

## Historia
El canal fue construido en junio de 1794, según órdenes del gobernador español de Luisiana, Francisco Luis Héctor de Carondelet, por quien se nombra el canal. Se construyó tanto para el transporte fluvial como para el drenaje. La construcción corrió a cargo de presos y de esclavos aportados por los vecinos de Nueva Orleans. Su longitud fue de 2.5 kilómetros (1.6 millas) conectando el Bayou St. John, el cual conectaba con el Lago Pontchartrain y el vecindario Tremé en el barrio francés. Tras la marcha de Carondelet, su sucesor Manuel Gayoso no respaldó nuevas inversiones en el canal, por lo que entró en decadencia.
En 1805, tras la compra de Luisiana por los Estados Unidos, el alcalde de Nueva Orleans James Pitot dio un nuevo impulso al canal. La Orleans Navigation Company realizó obras de mejora y fue empleado por las navieras. En los tiempos de la Guerra de Secesión , al Carondelet a menudo se le refería como Old Basin Canal. A medida que las embarcaciones crecían en tamaño y calado el canal perdió su capacidad de prestar servicio, adecuándose al uso por los barcos ostreros.  
La alcaldía de Nueva Orleans adquirió el canal en 1924 y empezó el proceso de enterrarlo el año siguiente.

## Descripción
Hoy la longitud entera del antiguo canal es parte de la Lafitte Greenway. 